# 8 mm Mannlicher
 (octobre 2024).
Si vous disposez d'ouvrages ou d'articles de référence ou si vous connaissez des sites web de qualité traitant du thème abordé ici, merci de compléter l'article en donnant les références utiles à sa vérifiabilité et en les liant à la section « Notes et références ».
La 8mm Mannlicher est une munition militaire qui fut réglementaire[pas clair] en Autriche-Hongrie de 1895 à 1918.
Elle fut néanmoins utilisée jusqu'en 1945 et connut donc les Première et Seconde Guerres mondiales.

## Présentation
L'étui est en forme de bouteille et comporte un bourrelet[Quoi ?]. Elle est chargée de poudre Schwab[Quoi ?] sans fumée.

## Quelques armes tirant la 8 mm Mannlicher
- Fusil Mannlicher M1895
- Mitrailleuse Schwarzlose MG M.07/12